# 1732 в Україні

## Особи

### Народились
- 14 серпня Григорій Аракелович (1732—1798) — католицький церковний діяч на землях України, Польщі, Білорусі і Латвії, священик-єзуїт.
- 20 серпня Стрілецький Єронім (1732—1804) — церковний діяч, письменник, ієромонах-василіянин.
- Головатий Антін Андрійович (1732—1797) — козацький кошовий отаман, полковник Самарської паланки, бригадир РІА, командувач Чорноморської козацької флотилії.
- Юхим Митюк (1732—1810) — діяч київського магістрату, 2-й голова міської думи Києва в 1787—1790 роках.
- Самборський Андрій Опанасович (1732—1815) — протоієрей Російської православної церкви, просвітник, духівник імператора Олександра I.

### Померли
- 5 січня Францішек Цетнер (? — 1732) — польський шляхтич, військовик та урядник Корони Польської в Речі Посполитій, воєвода смоленський.
- 27 червня Станіслав Владислав Потоцький (? — 1732) — військовий і політичний діяч Речі Посполитої.
- Мирович Василь Іванович (? — 1732) — український козацький шляхтич; політичний в'язень Московії.
- Сінкевич Діонісій (? — 1732) — руський чернець, ігумен василіянських монастирів, гравер на дереві.

## Засновані, зведені
- Собор Різдва Пресвятої Богородиці (Вінниця)
- Спасо-Преображенська церква (Великі Сорочинці)
- Церква святого архангела Михаїла (Лагодів)
- Церква Різдва Пресвятої Богородиці (Сухостав, УГКЦ)
- Асіївка
- Веселе (Харківський район)
- Жидиничі
- Лука (Таращанський район)
- Малійки
- Нижня Дуванка
- Рокитне (Ізяславський район)
- Рудівка (Марківський район)
- Салиха
- Стара Гнилиця